# Samtgemeinde Am Dobrock
De Samtgemeinde Am Dobrock is een voormalige samtgemeinde in de Duitse deelstaat Nedersaksen. Am Dobrock maakte deel uit van Landkreis Cuxhaven. In de samtgemeinde werkten 7 gemeenten samen.

## Samenstelling en ligging
Am Dobrock werd gevormd door de gemeenten Belum, Bülkau, Cadenberge, Geversdorf, Neuhaus, Oberndorf en Wingst. Per 1 november 2016 is het samenwerkingsverband gefuseerd met de Samtgemeinde Land Hadeln tot een nieuwe samtgemeinde onder handhaving van de naam Land Hadeln.
De gemeente lag ten oosten van Cuxhaven op de zuidoever van de Elbe.